# Moltzow
Moltzow est une commune d'Allemagne située dans l'arrondissement du Plateau des lacs mecklembourgeois, dans le Land de Mecklembourg-Poméranie-Occidentale.

## Géographie
Moltzow se situe dans la région du plateau des lacs mecklembourgeois (Mecklenburgische Seenplatte), entre les lacs Malchiner See et Müritz.